# Rachel Dawson
Rachel Dawson (Camden, 2 de agosto de 1985) es una exjugadora estadounidense de hockey sobre césped.

## Trayectoria
Dawson debutó con la selección de Estados Unidos en 2005. Disputó el Mundial de Madrid 2006. Participó con la selección estadounidense en los Juegos Olímpicos de Pekín 2008, en los Juegos Olímpicos de Londres 2012 y en los Juegos Olímpicos de Río 2016. Disputó la World League en 2013 y 2015. En 2014 jugó el Mundial de La Haya, donde terminó en primera posición de su grupo y avanzó a semifinales. En semifinales perdió por penales contra Australia y contra Argentina en el partido por el tercer puesto. En el Champions Trophy 2016 obtuvo el tercer puesto del torneo al derrotar a Australia. En los Juegos Olímpicos de Río 2016 terminó segunda en su grupo y avanzó a cuartos de final, pero perdió contra Alemania.

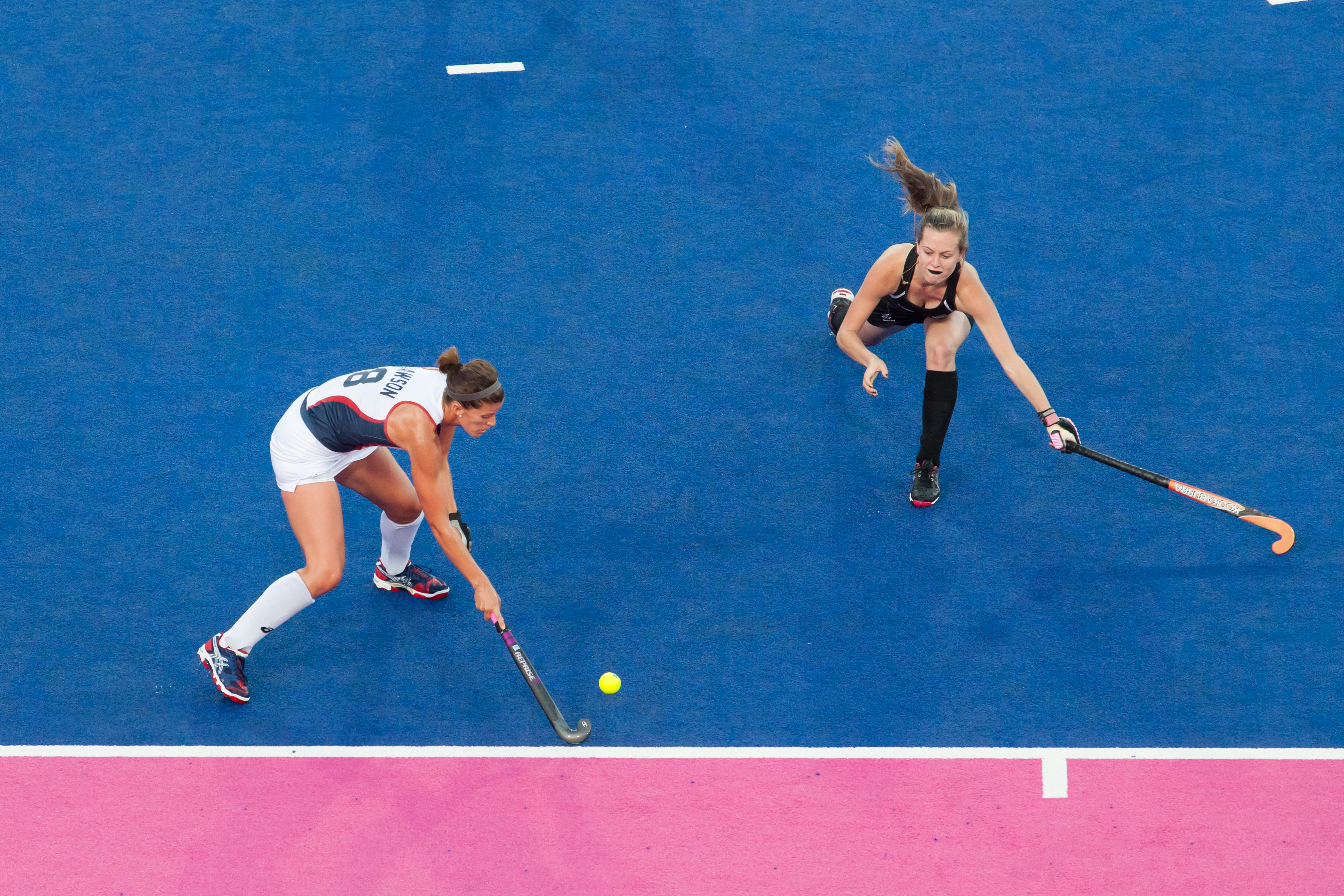
Dawson en un partido contra Nueva Zelanda en 2012.